# Голднер, Ричард
Ричард Голднер (англ. Richard Goldner; 23 июня 1908, Крайова, Румыния — 27 сентября 1991, Сидней, Австралия) — австрийско-австралийский музыкант, альтист, педагог и изобретатель. Основатель крупнейшего в Австралии независимого продюсерского центра классической музыки Musica Viva Australia.

## Биография
Румынский еврей. В 1908 году вместе с семьёй переехал в Вену. Игре на скрипке начал учиться в возрасте 4-5 лет. В 1925 году поступил на архитектурный факультет Венского технического университета. Курс не закончил и с 1927 по 1930 год обучался музыке в Новой Венской консерватории (Neues Wiener Konservatorium). Ученик Бронислава Губермана и Шимона Пульмана.
С середины 1920-х годов играл на альте в Новой Венской консерватории и других ансамблях и оркестрах, в том числе, в оркестре Пулльмана. После аншлюса в марте 1938 года оркестр Пулльмана был расформирован. Вскоре после начала Второй мировой войны, в 1939 году Голднер и его брат эмигрировали в Австралию и поселились в Сиднее. Пока братья не натурализировались, до 1944 года Р. Голднер не мог занять место главного альтиста симфонического оркестра Сиднея. Занимались ювелирным бизнесом, изготовлением бижутерии. Тогда же, изобрели новую модель застёжки-молнии, которая не ломалась в условиях военного времени, и была жизненно необходимой для использования при производстве парашютов. Р. Голднер был зачислен в штат департамента по изобретениям Королевской австралийской армии и ВВС. Изобретение Голднеров было запатентовано в Австралии и за рубежом и поставлено на производство для австралийских военных новой компанией братьев — Triflex Pty Ltd.
Заработав на этом капитал, в 1945 году Р. Голднер использовал полученные деньги на создание струнного камерного оркестра Musica Viva Australia из семнадцати исполнителей (в основном, европейских беженцев). В 1946 году оркестр дал десять, в 1947 году — двадцать концертов, Голднер и его ансамбль в 1948 году совершили тур по городам Австралии и Новой Зеландии, давали концерты в Мельбурне, Канберре, Аделаиде и др. Позже давали до 170 концертов в год.
Голднер известен также, как музыкальный педагог. Он учил игре на скрипке и альте с начала 1950-х годов, в 1960—1965 годах — преподаватель государственной консерватории штата Новый Южный Уэльс. В 1966 году отправился в Соединённые Штаты Америки, а в 1968 году стал профессором музыки в Duquesne University (Питтсбург, штат Пенсильвания). В 1977—1987 годах преподавал в частной школе и был заведующим кафедрой музыки в университете Западного Вашингтона (Беллингхем).

## Память
- В 1992 году его именем названа улица в Канберре.
- В 1993 году учреждена премия имени Ричарда Голднера для победителей конкурса оркестровых струнных инструментов.
- В 1995 году создан Струнный квартет имени Ричарда Голднера.
- Существует фонд Ричарда Голднера для поощрения перспективных молодых музыкантов.